# Clandestino (canção)
"Clandestino" é uma canção gravada pela artista musical colombiana Shakira, com a participação do artista musical compatriota Maluma, lançada em 8 de junho de 2018. Esta é a quarta colaboração entre os dois artistas colombianos, depois do remix de "La Bicicleta" de Carlos Vives, "Chantaje" e "Trap" de Shakira.
Shakira e Maluma trabalharam na música em abril de 2018 em Barcelona, enquanto Maluma estava lá para um photoshoot da Billboard com Shakira.

## Vídeo musical
O videoclipe foi filmado nos dias 26 e 27 de junho em uma praia perto de Barcelona (Espanha) e lançado em 27 de julho. O vídeo ganhou 5 milhões de visualizações em suas primeiras 24 horas.

## Desempenho comercial
Nos Estados Unidos, "Clandestino" estreou no número 17 na parada Hot Latin Songs, com vendas na primeira semana de 5.000 cópias. Na Espanha, a música estreou no número 24 na parada oficial de singles Promusicae. Na Itália, estreou no número 76, enquanto na Suíça a música entrou no número 32.

## Recepção
A Rolling Stone classificou a música no número seis em sua lista de "20 Melhores Singles Latinos de 2018". A canção também ficou em 14º lugar na lista dos críticos da Billboard "The 20 Best Latin Songs of 2018".

## Prêmios e indicaões
| Ano  | Categoria                          | Prêmio                       | Resultado | Ref.  |
| ---- | ---------------------------------- | ---------------------------- | --------- | ----- |
| 2019 | Latin Song of the Year             | iHeartRadio Music Awards     | Indicado  | [ 6 ] |
| 2019 | Pop/Rock Collaboration Of The Year | Premio Lo Nuestro            | Indicado  | [ 7 ] |
| 2019 | Latin Pop song of the Year         | Billboard Latin Music Awards | Indicado  | [ 8 ] |

## Desempenho nas tabelas musicais
| Chart (2018)                                    | Maior posição |
| ----------------------------------------------- | ------------- |
| Argentina (Argentina Hot 100)                   | 8             |
| Argentina (Monitor Latino)                      | 4             |
| Bélgica (Ultratip Bubbling Under de Flandres)   | 16            |
| Bélgica (Ultratip Bubbling Under da Valônia)    | 14            |
| Bolívia (Monitor Latino)                        | 4             |
| Brasil (Hot 100 Airplay)                        | 85            |
| Colômbia (National-Report)                      | 1             |
| Colômbia (Monitor Latino)                       | 6             |
| Costa Rica (Monitor Latino)                     | 4             |
| Croácia (HRT)                                   | 28            |
| El Salvador (Monitor Latino)                    | 7             |
| Equador (National-Report)                       | 14            |
| Eslováquia (Singles Digitál Top 100)            | 80            |
| Espanha (PROMUSICAE)                            | 17            |
| Estados Unidos (Bubbling Under Hot 100 Singles) | 15            |
| Estados Unidos (Billboard Hot Latin Airplay)    | 1             |
| Estados Unidos (Billboard Hot Latin Songs)      | 7             |
| Estados Unidos (Billboard Latin Pop Airplay)    | 1             |
| França (SNEP)                                   | 79            |
| Guatemala (Monitor Latino)                      | 5             |
| Hungria (Rádiós Top 40)                         | 11            |
| Itália (FIMI)                                   | 76            |
| Internacionalmente (Monitor Latino)             | 2             |
| México (Monitor Latino)                         | 4             |
| México (Billboard)                              | 15            |
| México (Billboard Mexico Spanish Airplay)       | 5             |
| Panamá (Monitor Latino)                         | 1             |
| Paraguai (Monitor Latino)                       | 5             |
| Polónia (Dance Top 50)                          | 14            |
| Porto Rico (Monitor Latino)                     | 1             |
| Portugal (AFP)                                  | 40            |
| Suíça (Schweizer Hitparade)                     | 32            |
| Uruguai (Monitor Latino)                        | 4             |
| Venezuela (National-Report)                     | 32            |

| Chart (2018)                    | Posição |
| ------------------------------- | ------- |
| Argentina (Monitor Latino)      | 31      |
| EUA (Billboard Hot Latin Songs) | 24      |

## Vendas e certificações
| Brasil (PMB) | Diamante   | 160,000‡ |
| Espanha (PROMUSICAE) | 2× Platina | 80,000‡  |
| México (AMPROFON) | 4× Platina | 240,000‡ |
| Polónia (ZPAV) | Platina    | 10,000‡  |
| * Número de vendas definido com base apenas no nível de certificação. ^ Número de embarques definido com base apenas no nível de certificação. ‡vendas+streaming definido com base apenas no nível de certificação. |            |          |